# Campeonato da NACAC de Atletismo Sub-23 de 2012
A 7ª edição do Campeonato da NACAC de Atletismo Sub-23 foi um campeonato de atletismo organizado pela NACAC no Centro Paralímpico Nacional, em Irapuato, no México, entre 6 a 8 de julho de 2012. O campeonato contou com a participação de 303 atletas de 23 nacionalidades distribuídos em 44 provas, com destaque para os Estados Unidos com 67 medalhas no total, sendo 31 de ouro. 

## Medalhistas
Resultados completos foram publicados. 

### Masculino
| Evento                      | Ouro                                                                           | Ouro       | Prata                                                                        | Prata      | Bronze                                                                              | Bronze     |
| --------------------------- | ------------------------------------------------------------------------------ | ---------- | ---------------------------------------------------------------------------- | ---------- | ----------------------------------------------------------------------------------- | ---------- |
| 100 metros                  | Jason Rogers (SKN)                                                             | 10.06 =    | Keenan Brock (USA)                                                           | 10.15      | Charles Silmon (USA)                                                                | 10.17      |
| 200 metros                  | Tremaine Harris (CAN)                                                          | 20.22      | Prezel Hardy (USA)                                                           | 20.40      | Keith Ricks (USA)                                                                   | 20.50      |
| 400 metros                  | David Verburg (USA)                                                            | 45.14      | Philip Osei (CAN)                                                            | 45.51      | Jeffery Gibson (BAH)                                                                | 46.30      |
| 800 metros                  | Michael Preble (USA)                                                           | 1:48.69    | Tayron Reyes (DOM)                                                           | 1:49.09    | Casimir Loxsom (USA)                                                                | 1:49.35    |
| 1 500 metros                | Kyle Merber (USA)                                                              | 3:51.61    | Charles Philibert-Thiboutot (CAN)                                            | 3:52.00    | Riley Masters (USA)                                                                 | 3:52.15    |
| 5 000 metros                | Andrew Bayer (USA)                                                             | 15:13.01   | George Alex (USA)                                                            | 15:28.27   | Ezau Arias (MEX)                                                                    | 15:33.29   |
| 10 000 metros               | Gabe Proctor (USA)                                                             | 30:46.85   | Elliott Krause (USA)                                                         | 30:57.88   | Alejandro Arroyo (MEX)                                                              | 31:39.99   |
| 20 km marcha atlética       | Evan Dunfee (CAN)                                                              | 1:26:15.32 | Adrian Ochoa (MEX)                                                           | 1:27:56.18 | Mauricio Calvo (CRC)                                                                | 1:31:58.42 |
| 110 metros barreiras        | Shane Brathwaite (BAR)                                                         | 13.31      | Barrett Nugent (USA)                                                         | 13.32      | Greggmar Swift (BAR)                                                                | 13.54      |
| 400 metros barreiras        | Jeffery Gibson (BAH)                                                           | 50.27      | Michael Stigler (USA)                                                        | 50.48      | Leslie Murray (ISV)                                                                 | 50.48      |
| 3.000 metros com obstáculos | Luis Gallegos (MEX)                                                            | 9:22.75    | Jared Bassett (USA)                                                          | 9:23.39    | Javier Quintana (MEX)                                                               | 9:23.44    |
| 4×100 metros estafetas      | Estados Unidos · Darrell Wesh · Charles Silmon · Marcus Rowland · Keenan Brock | 38.94      | Bahamas · Trevorvano Mackey · Warren Fraser · Marcus Thompson · Alfred Higgs | 39.65      | Jamaica · Paul McPearson · Ramone McKenzie · Akheem Gauntlett · Akino Ming          | 39.67      |
| 4×400 metros estafetas      | Estados Unidos · James Harris · Chris Vaughn · Michael Preble · David Verburg  | 3:03.81    | Bahamas · Alfred Higgs · Danzell Forston · Jeffery Gibson · Alonzo Russell   | 3:04.33    | República Dominicana · Junior Acosta · Tayron Reyes · Jonathan Santana · Joel Mejia | 3:07.88    |
| Salto em altura             | Edgar Rivera (MEX)                                                             | 2.23 m     | Luis Joel Castro (PUR)                                                       | 2.21 m     | Domanique Missick (TCA)                                                             | 2.19 m     |
| Salto com vara              | Michael Woepse (USA)                                                           | 5.40 m     | K'Don Samuels (JAM)                                                          | 5.35 m     | Logan Cunningham (USA)                                                              | 5.30 m     |
| Salto em comprimento        | Marquis Dendy (USA)                                                            | 7.68 m     | Kendall Spencer (USA)                                                        | 7.67 m     | Taylor Stewart (CAN)                                                                | 7.50 m     |
| Salto triplo                | Chris Phipps (USA)                                                             | 16.19 m    | Chris Benard (USA)                                                           | 15.90 m    | J'Vente Deveaux (BAH)                                                               | 15.90 m    |
| Arremesso de peso           | Jacob Thormaehlen (USA)                                                        | 19.86 m    | Stephen Saenz (MEX)                                                          | 19.31 m    | Hayden Baillio (USA)                                                                | 19.21 m    |
| Lançamento de disco         | Traves Smikle (JAM)                                                            | 62.11 m    | Mason Finley (USA)                                                           | 59.00 m    | Quincy Wilson (TRI)                                                                 | 57.98 m    |
| Lançamento do martelo       | Jeremy Postin (USA)                                                            | 68.32 m    | Alex Faldermeyer (USA)                                                       | 65.41 m    | Ricardo Castilleja (MEX)                                                            | 58.09 m    |
| Lançamento do dardo         | Tim Glover (USA)                                                               | 78.28 m    | Sam Humphreys (USA)                                                          | 77.04 m    | David Ocampo (MEX)                                                                  | 70.17 m    |
| Decatlo                     | Jack Szmanda (USA)                                                             | 7061 pts   | Brent Vogel (USA)                                                            | 6927 pts   | Gustavo Morua (MEX)                                                                 | 6448 pts   |

### Feminino
| Evento                      | Ouro                                                                                    | Ouro      | Prata                                                                               | Prata    | Bronze                                                                     | Bronze   |
| --------------------------- | --------------------------------------------------------------------------------------- | --------- | ----------------------------------------------------------------------------------- | -------- | -------------------------------------------------------------------------- | -------- |
| 100 metros                  | Aurieyall Scott (USA)                                                                   | 11.19     | Octavious Freeman (USA)                                                             | 11.20    | Crystal Emmanuel (CAN)                                                     | 11.43    |
| 200 metros                  | Kimberlyn Duncan (USA)                                                                  | 22.72     | Allison Peter (ISV)                                                                 | 22.92    | Cambrya Jones (USA)                                                        | 23.00    |
| 400 metros                  | Rebecca Alexander (USA)                                                                 | 51.13     | Marlena Wesh (HAI)                                                                  | 51.23    | Jodi-Ann Muir (JAM)                                                        | 52.44    |
| 800 metros                  | Chanelle Price (USA)                                                                    | 2:04.48   | Annie LeBlanc (CAN)                                                                 | 2:05.61  | Rachel Francois (CAN)                                                      | 2:06.77  |
| 1 500 metros                | Jordan Hasay (USA)                                                                      | 4:22.16   | Annie LeBlanc (CAN)                                                                 | 4:24.97  | Karla Diaz (MEX)                                                           | 4:27.66  |
| 5 000 metros                | Karla Diaz (MEX)                                                                        | 16:54.83  | Jennifer Bergman (USA)                                                              | 17:22.18 | Dani Stack (USA)                                                           | 18:07.87 |
| 10 000 metros               | Sarah Callister (USA)                                                                   | 35:46.12  | Mayra Sánchez (MEX)                                                                 | 36:07.69 | Katie Matthews (USA)                                                       | 36:21.29 |
| 10 km marcha atlética       | Maria Irais Mena (MEX)                                                                  | 52:52.54  | Rachael Tylock (USA)                                                                | 53:16.59 | Nichole Bonk (USA)                                                         | 55:56.68 |
| 100 metros barreiras        | Brianna Rollins (USA)                                                                   | 12.60     | Kierre Beckles (BAR)                                                                | 13.05    | Ashlea Maddex (CAN)                                                        | 13.21    |
| 400 metros barreiras        | Cassandra Tate (USA)                                                                    | 55.62     | Ellen Wortham (USA)                                                                 | 57.10    | Danielle Dowie (JAM)                                                       | 58.23    |
| 3.000 metros com obstáculos | Alyssa Kulik (USA)                                                                      | 10:21.04  | Rebeka Stowe (USA)                                                                  | 10:45.14 | Jessica Furlan (CAN)                                                       | 10:51.26 |
| 4×100 metros estafetas      | Estados Unidos · Cambrya Jones · Octavious Freeman · Aurieyall Scott · Kimberlyn Duncan | 43.58     | Bahamas · V'Alonee Robinson · Krystal Bodie · Ivanique Kemp · Amara Jones           | 45.71    | México · Mayra Hermilloso · Citlally Parra · Perla Sanchez · Maria Zamora  | 47.85    |
| 4×400 metros estafetas      | Estados Unidos · Ellen Wortham · Rebecca Alexander · Cassandra Tate · Diamond Dixon     | 3:28.64   | Trinidad e Tobago · Shawna Fermin · Alena Brooks · Jessica James · Sparkle McKnight | 3:33.03  | Jamaica · Yanique Haye · Danielle Dowie · Ladonna Richards · Jodi-Ann Muir | 3:34.29  |
| Salto em altura             | Tynita Butts (USA)                                                                      | 1.82 m    | Michelle Theophille (CAN)                                                           | 1.82 m   | Allison Barwise (USA)                                                      | 1.74 m   |
| Salto com vara              | Melanie Blouin (CAN)                                                                    | 4.36 m    | Logan Miller (USA)                                                                  | 4.25 m   | Martha Villalobos (MEX)                                                    | 3.60 m   |
| Salto em comprimento        | Christabel Nettey (CAN)                                                                 | 6.18 m    | Sonnisha Williams (USA)                                                             | 6.17 m   | Elizabeth Lopez (MEX)                                                      | 6.04 m   |
| Salto triplo                | Andrea Geubelle (USA)                                                                   | 13.14 m   | Michelle Jenije (USA)                                                               | 13.13 m  | Jasmine Brunsun (BER)                                                      | 12.62 m  |
| Arremesso de peso           | Brittany Smith (USA)                                                                    | 17.03 m   | Alyssa Hasslen (USA)                                                                | 16.86 m  | Taryn Suttie (CAN)                                                         | 16.22 m  |
| Lançamento de disco         | Anna Jelmini (USA)                                                                      | 53.93 m   | Skylar White (USA)                                                                  | 50.60 m  | Hilenn James (TRI)                                                         | 48.90 m  |
| Lançamento do martelo       | Amanda Bingson (USA)                                                                    | 71.39 m   | Brittany Smith (USA)                                                                | 67.10 m  | Lauren Stuart (CAN)                                                        | 56.35 m  |
| Lançamento do dardo         | Abigail Gomez (MEX)                                                                     | 56.89 m , | Tiffany Perkins (CAN)                                                               | 56.20 m  | Alanna Kovacs (CAN)                                                        | 51.70 m  |
| Heptatlo                    | Kiani Profit (USA)                                                                      | 5653 pts  | Jessica Flax (USA)                                                                  | 5544 pts | Makeba Alcide (LCA)                                                        | 5522 pts |

## Quadro de medalhas
A contagem de medalhas foi publicada. 
| Ordem | País                  | Medalha de ouro | Medalha de prata | Medalha de bronze | Total |
| ----- | --------------------- | --------------- | ---------------- | ----------------- | ----- |
| 1     | Estados Unidos        | 31              | 25               | 11                | 67    |
| 2     | México                | 5               | 3                | 10                | 18    |
| 3     | Canadá                | 4               | 6                | 8                 | 18    |
| 4     | Bahamas               | 1               | 3                | 2                 | 6     |
| 5     | Jamaica               | 1               | 1                | 4                 | 6     |
| 6     | Barbados              | 1               | 1                | 1                 | 3     |
| 7     | São Cristóvão e Neves | 1               | 0                | 0                 | 1     |
| Total | Total                 | 44              | 39               | 36                | 119   |

## Participação
De acordo com uma contagem não oficial, 303 atletas de 23 países participaram.
| - Anguila (1) - Antígua e Barbuda (2) - Bahamas (18) - Barbados (12) - Bermudas (6) - Ilhas Virgens Britânicas (3) | - Canadá (39) - Costa Rica (6) - República Dominicana (15) - El Salvador (2) - Haiti (1) - Honduras (3) | - Jamaica (16) - México (73) - Montserrat (1) - Porto Rico (1) - São Cristóvão e Nevis (2) - Santa Lúcia (4) | - São Vicente e Granadinas (1) - Trindade e Tobago (10) - Ilhas Turks e Caicos (2) - Estados Unidos (79) - U.S. Ilhas Virgens (6) |

Legenda
| Recorde mundial       | Recorde mundial (World record)               |                       | Recorde africano                      | Recorde africano (African) |                                           | Q | Classificado por posição (Qualified) |
| Recorde do campeonato | Recorde do campeonato (Championship record)  | Recorde da América    | Recorde da América (Americas)         | q                          | Classificado por melhor tempo (Qualified) |   |                                      |
| Melhor marca do ano   | Melhor marca do ano (World leading)          | Recorde asiático      | Recorde asiático (Asian)              | DNS                        | Não largou (Did not start)                |   |                                      |
| Recorde nacional      | Recorde nacional (National record)           | Recorde europeu       | Recorde europeu (European)            | DNF                        | Não terminou (Did not finish)             |   |                                      |
| Recorde pessoal       | Recorde pessoal do atleta (Personal best)    | Recorde da Oceania    | Recorde da Oceania (Oceania)          | DSQ / DQ                   | Desclassificado (Disqualified)            |   |                                      |
| Recorde da temporada  | Recorde da temporada do atleta (Season best) | Recorde sul-americano | Recorde sul-americano (South America) | NM                         | Sem marca (No mark)                       |   |                                      |